# Скляров, Иван Андреевич (генерал)
Иван Андреевич Скляров (генерал)  (15.09.1901 — 16.01.1971) — советский военачальник, участник Гражданской, Советско-польской, Великой Отечественной войн, сотрудник ГРУ Генштаба ВС СССР. Военный атташе при посольстве СССР в Англии (1940—1946). Генерал-майор танковых войск (1942).

## Биография

### Начальная биография
Скляров Иван Андреевич (псевдоним: Брион) родился 15 сентября 1901 года в деревне Погромец Старооскольского уезда Курской губернии (ныне хутор Погромец Новооскольского района Белгородской области) в крестьянской семье. Русский.
Окончил 3 класса церковно-приходской школы (1912), 3 класса Воронежской школы (1917).
Окончил одногодичные педагогические курсы (1918—1919).
Окончил 2-ю Ленинградскую артиллерийскую школу (1927), ВАММ (1935), ВА им. Фрунзе (1939). Владел английским языком.
Член ВКП(б) с 1925 года.

### Служба в армии
В РККА добровольно с 4 июля 1919 года Старооскольским военкоматом. С июля 1919 года красноармеец 124-го стрелкового полка 14-й стрелковой дивизии Южного фронта.
Письмоводитель, делопроизводитель, экспедитор в стрелковых частях: 124-м, 481-м полках, 52-й и 82-й бригадах, 18-й стрелковой дивизии (июль 1919 — октябрь 1923).
С октября 1923 года по октябрь 1927 года — курсант 2-й Ленинградской артиллерийской школы.
С октября 1927 года — командир взвода 1-го артиллерийского полка 1-го стрелкового корпуса. С октября 1928 года — помощник командира батареи 1-го артиллерийского полка 1-го стрелкового корпуса.
С октября 1929 года — курсовой командир 2-й Ленинградской артиллерийской школы.
С января 1931 года слушатель Военно-технической академии РККА (Ленинград). С мая 1932 г. по октябрь 1935 года — слушатель командного факультета Военной академии моторизации и механизации РККА им. И. В. Сталина.
В июне 1935 года назначен начальником штаба 30-го механизированного полка 30-й кавалерийской дивизии. В период с июня 1935 года по март 1936 года — защищал диплом.
С марта 1936 года — начальник штаба 30-го механизированного полка 30-й кавалерийской дивизии.
С ноября 1937 года по август 1939 года — слушатель Военной академии РККА им. М. В. Фрунзе.
9.05.1939 года зачислен в распоряжение Разведуправления РККА. Приказом НКО № 02808 от 23.06.1940 года назначен военный атташе при полпредстве СССР в Англии.
22.10.1940 года так же назначен военно-воздушным атташе. За один лишь предвоенный год Скляров и его группа направили в Центр 1638 листов телеграфных донесений. Большинство из них содержало сведения о подготовке Германии к войне, о политике и военном производстве.
С. К. Тимошенко, нарком обороны СССР в 1940—1941 годах, вспоминал: 

«Донесения нашего военного атташе в Лондоне я получал всегда сразу же, как только они поступали. Были там и данные, которые передавала нам чехословацкая разведывательная служба. Без всякого преувеличения должен сказать, что некоторые из них казались невероятными и даже провокационными. Однако наша проверка этих сообщений и время показали, что в большинстве случаев речь шла о правдивой и удивительно точной информации».— Колпакиди А. И. ГРУ в Великой Отечественной войне. — М.: Яуза; Эксмо, 2010. — 608 с. — (ГРУ). — 3000 экз. — ISBN 978-5-699-41251-8.

### В Великую Отечественную войну
Руководитель Лондонской резидентуры (псевдоним: Брион), с июля 1941 года также и член советской военной миссии в Великобритании. Только в 1942 года он направил в Центр 1344 донесения. В январе 1943 года представлен к ордену Красного Знамени «за отличную разведывательную деятельность за рубежом».
Во время встреч и доверительных бесед с высокопоставленными британскими политиками и военными Скляров убедился, что в 1943 году США и Великобритания высадки своих экспедиционных войск на севере Франции не начнут. Об этом он и доложил в Москву 9 октября 1943 года: 

«Второй фронт в Западной Европе не открывается по чисто политическим соображениям. Считается, что русские недостаточно ослаблены и все еще представляют собой большую силу, которой опасаются как в Англии, так и в Америке. В Англии уже создана 500-тысячная экспедиционная армия, которая содержится в полной готовности и которая обеспечена всем необходимым, в том числе и флотом для высадки на континенте… Более всего наши союзники боятся вторжения русских в Германию, так как это может, как здесь считают, вызвать коммунистические революции во всех странах Европы…».— 

### После войны
С 30 декабря 1946 года — и.д. начальника 6-го отдела 1-го управления Главного разведывательного управления Генштаба ВС. С января 1947 года — начальник 2-го отдела 1-го управления Главного разведывательного управления Генштаба ВС. С сентября 1947 года — начальник 4-го отдела 1-го управления Главного разведывательного управления Генштаба ВС. С февраля 1949 года — начальник отдела 2-го Главного управления генштаба ВС СССР. С 6 декабря 1949 года — представитель представитель Генштаба ВС СССР в Военно-штабном комитете ООН.
.
В служебной командировке в США (январь 1950 — август 1952) Резидентура ГРУ в Нью-Йорке, где занимал должность представителя Генштаба Вооруженных Сил СССР в Военно-штабном комитете ООН.
Приказом МО СССР № 05125 от 11.09.1953 года уволен в запас по ст 59 б (по болезни) с правом ношения военной формы с особыми отличительными знаками на погонах.
Умер 16 января 1971 года в городе Москва. Похоронен на Востряковском кладбище.

## Награды
- Орден Ленина (21.02.1945)[7],
- Орден Ленина (24.09.1945)[8],
- Тремя орденами Красного Знамени (20.01.1943)[9], (03.11.1944)[10]. (15.11.1950)[11].
- Орден Красной Звезды (23.08.1944)[12].
- Медаль «В ознаменование 100-летия со дня рождения Владимира Ильича Ленина» (6 апреля 1970)
- Медаль «За победу над Германией в Великой Отечественной войне 1941-1945 гг.»  (09.05.1945)[13];
- Юбилейная медаль «Двадцать лет Победы в Великой Отечественной войне 1941—1945 гг.» (7 мая 1965[14])
- Медаль XX лет РККА(1938).
- Юбилейная медаль «30 лет Советской Армии и Флота» (1948);
- Юбилейная медаль «40 лет Вооружённых Сил СССР»[15]
- Юбилейная медаль «50 лет Вооружённых Сил СССР» (26 декабря 1967[16])
- Медаль «В память 800-летия Москвы»(1947).

## Память
- На могиле установлен надгробный памятник на Востряковском кладбище Москвы[17].
- Имя воина увековечено в Главном Храме Вооружённых сил России, и навсегда запечатлено на мемориале «Дорога памяти»[18].